# Helmut Richter (Jurist, 1921)
Helmut Richter  (* 14. Mai 1921 in Dresden; † nicht ermittelt) war ein deutscher Jurist (Agrar-/Wasserrechtler) und Hochschullehrer.

## Leben und Wirken
Nach dem Schulabschluss studierte er und promovierte 1960 an der Akademie für Staats- und Rechtswissenschaft der DDR zum Dr. jur. Das Thema seiner Dissertation lautete Die sozialistische Arbeit der Mitglieder landwirtschaftlicher Produktionsgenossenschaften und die Rolle des Rechts bei ihrer Organisation. 1962 wurde er Dozent für Wirtschaftsrecht an der Hochschule Meißen. Seinen Wohnsitz hatte er in Coswig, Bezirk Dresden.

## Schriften (Auswahl)
- (mit Klaus Heuer): Das neue LPG-Recht. Berlin 1959.
- (mit Klaus Heuer): Die Verwaltung und Leitung der LPG. Berlin 1960.
- Die sozialistische Arbeit der Mitglieder landwirtschaftlicher Produktionsgenossenschaften und die Rolle des Rechts bei ihrer Organisation. Potsdam 1960.
- (mit Klaus Heuer): Die LPG-Mitgliedschaft. Berlin 1960.
- (mit Klaus Heuer): Die Arbeit der Genossenschaftsbauern, ihre Organisation und Vergütung. Berlin 1960.
- (mit Rosmarie Trautmann): Gestaltung der Arbeits- und Lebensverhältnisse der LPG-Mitglieder. Berlin 1970.